# Lista de universidades do Brasil mais bem avaliadas no ENADE 2010
Esta é uma lista das universidades brasileiras com maior pontuação de cursos na avaliação do Exame Nacional de Desempenho dos Estudantes (Enade) em 2010, criado pelo INEP para avaliar o ensino superior no país. Em 2010 foram avaliados os cursos de Agronomia, Biomedicina, Educação Física, Enfermagem, Farmacologia, Fisioterapia, Fonoaudiologia, Medicina, Medicina veterinária, Nutrição, Odontologia, Serviço social, Terapia ocupacional e Zootecnia, além dos cursos superiores de tecnologia em Agroindústria, Agronegócio, Gestão Ambiental, Gestão Hospitalar e Radiologia. Os valores variam de 1 a 5.
| Posição | Universidade                                              | Sigla        | Estado              | Tipo     | Pontos |
| ------- | --------------------------------------------------------- | ------------ | ------------------- | -------- | ------ |
| 1       | Universidade Estadual de Campinas                         | Unicamp      | São Paulo           | Estadual | 4,69   |
| 2       | Universidade Federal de Lavras                            | UFLA         | Minas Gerais        | Federal  | 4,31   |
| 3       | Universidade Federal do Rio Grande do Sul                 | UFRGS        | Rio Grande do Sul   | Federal  | 4,30   |
| 4       | Universidade Federal de São Paulo                         | Unifesp      | São Paulo           | Federal  | 4,29   |
| 5       | Universidade Federal de Minas Gerais                      | UFMG         | Minas Gerais        | Federal  | 4,25   |
| 6       | Universidade Federal de São Carlos                        | UFSCar       | São Paulo           | Federal  | 4,16   |
| 7       | Universidade Federal de Viçosa                            | UFV          | Minas Gerais        | Federal  | 4,14   |
| 8       | Universidade Federal do Rio de Janeiro                    | UFRJ         | Rio de Janeiro      | Federal  | 4,01   |
| 9       | Universidade Federal do Triângulo Mineiro                 | UFTM         | Minas Gerais        | Federal  | 3,99   |
| 10      | Universidade Federal de Itajubá                           | Unifei       | Minas Gerais        | Federal  | 3,98   |
| 11      | Universidade Federal de Santa Catarina                    | UFSC         | Santa Catarina      | Federal  | 3,94   |
| 12      | Universidade Federal de Ciências da Saúde de Porto Alegre | UFCSPA       | Rio Grande do Sul   | Federal  | 3,92   |
| 13      | Universidade de Brasília                                  | UnB          | Distrito Federal    | Federal  | 3,91   |
| 14      | Universidade Estadual Paulista                            | Unesp        | São Paulo           | Estadual | 3,90   |
| 15      | Universidade Estadual do Norte Fluminense Darcy Ribeiro   | UENF         | Rio de Janeiro      | Estadual | 3,88   |
| 16      | Pontifícia Universidade Católica do Rio de Janeiro        | PUC-RJ       | Rio de Janeiro      | Privada  | 3,85   |
| 17      | Universidade Federal de Alfenas                           | Unifal       | Minas Gerais        | Federal  | 3,81   |
| 18      | Pontifícia Universidade Católica de São Paulo             | PUC-SP       | São Paulo           | Privada  | 3,78   |
| 19      | Universidade Federal de Uberlândia                        | UFU          | Minas Gerais        | Federal  | 3,75   |
| 20      | Universidade Federal de Santa Maria                       | UFSM         | Rio Grande do Sul   | Federal  | 3,71   |
| 21      | Universidade Federal do Paraná                            | UFPR         | Paraná              | Federal  | 3,71   |
| 22      | Universidade Federal de Pernambuco                        | UFPE         | Pernambuco          | Federal  | 3,69   |
| 23      | Universidade Federal do Pampa                             | Unipampa     | Rio Grande do Sul   | Federal  | 3,66   |
| 24      | Universidade Estadual de Maringá                          | UEM          | Paraná              | Estadual | 3,66   |
| 25      | Pontifícia Universidade Católica do Rio Grande do Sul     | PUC-RS       | Rio Grande do Sul   | Privada  | 3,65   |
| 26      | Instituto Federal de Santa Catarina                       | IFSC         | Santa Catarina      | Federal  | 3,62   |
| 27      | Universidade Federal de Juiz de Fora                      | UFJF         | Minas Gerais        | Federal  | 3,59   |
| 28      | Universidade Federal dos Vales do Jequitinhonha e Mucuri  | UFVJM        | Minas Gerais        | Federal  | 3,55   |
| 29      | Universidade Federal de Goiás                             | UFGO         | Goiás               | Federal  | 3,55   |
| 30      | Universidade do Estado de Santa Catarina                  | UDESC        | Santa Catarina      | Estadual | 3,53   |
| 31      | Universidade Estadual do Rio Grande do Sul                | UERGS        | Rio Grande do Sul   | Estadual | 3,51   |
| 32      | Instituto Federal Sul-rio-grandense                       | IFSul        | Rio Grande do Sul   | Federal  | 3,51   |
| 33      | Universidade Federal Rural do Semi-Árido                  | UFERSA       | Rio Grande do Norte | Federal  | 3,50   |
| 34      | Universidade Federal de Pelotas                           | UFPel        | Rio Grande do Sul   | Federal  | 3,50   |
| 35      | Universidade Federal Fluminense                           | UFF          | Rio de Janeiro      | Federal  | 3,50   |
| 36      | Universidade Federal do Rio Grande do Norte               | UFRN         | Rio Grande do Norte | Federal  | 3,49   |
| 37      | Universidade Federal da Grande Dourados                   | UFGD         | Mato Grosso do Sul  | Federal  | 3,49   |
| 38      | Universidade Federal de Ouro Preto                        | UFOP         | Minas Gerais        | Federal  | 3,47   |
| 39      | Universidade Federal de São João del-Rei                  | UFSJ         | Minas Gerais        | Federal  | 3,45   |
| 40      | Universidade Federal Rural do Rio de Janeiro              | UFRRJ        | Rio de Janeiro      | Federal  | 3,44   |
| 41      | Universidade Estadual de Londrina                         | UEL          | Paraná              | Estadual | 3,42   |
| 42      | Universidade do Estado do Rio de Janeiro                  | UERJ         | Rio de Janeiro      | Estadual | 3,40   |
| 43      | Universidade Federal do Ceará                             | UFCE         | Ceará               | Federal  | 3,40   |
| 44      | Universidade do Vale do Rio dos Sinos                     | Unisinos     | Rio Grande do Sul   | Privada  | 3,37   |
| 45      | Instituto Federal do Rio de Janeiro                       | IFRJ         | Rio de Janeiro      | Federal  | 3,36   |
| 46      | Universidade Federal Rural de Pernambuco                  | UFRPE        | Pernambuco          | Federal  | 3,34   |
| 47      | Universidade Federal do Estado do Rio de Janeiro          | UNIRIO       | Rio de Janeiro      | Federal  | 3,34   |
| 48      | Universidade Federal da Bahia                             | UFBA         | Bahia               | Federal  | 3,33   |
| 49      | Universidade Federal da Paraíba                           | UFPB         | Paraíba             | Federal  | 3,28   |
| 50      | Universidade Estadual do Oeste do Paraná                  | UNIOESTE     | Paraná              | Estadual | 3,27   |
| 51      | Universidade Federal do Rio Grande                        | FURG         | Rio Grande do Sul   | Federal  | 3,25   |
| 52      | Universidade Estadual de Ponta Grossa                     | UEPG         | Paraná              | Federal  | 3,24   |
| 53      | Universidade Federal do Espírito Santo                    | UFES         | Espírito Santo      | Federal  | 3,24   |
| 54      | Universidade Federal do Recôncavo da Bahia                | UFRB         | Bahia               | Federal  | 3,22   |
| 55      | Instituto Federal do Espírito Santo                       | IFES         | Espírito Santo      | Federal  | 3,21   |
| 56      | Instituto Federal do Norte de Minas Gerais                | IFNMG        | Minas Gerais        | Federal  | 3,21   |
| 57      | Instituto Federal do Sul de Minas Gerais                  | IFSuldeminas | Minas Gerais        | Federal  | 3,18   |
| 58      | Instituto Federal do Triângulo Mineiro                    | IFTM         | Minas Gerais        | Federal  | 3,15   |
| 59      | Universidade Tecnológica Federal do Paraná                | UTFPR        | Paraná              | Federal  | 3,15   |
| 60      | Universidade Federal do Mato Grosso do Sul                | UFMS         | Mato Grosso do Sul  | Federal  | 3,14   |
| 61      | Universidade de Santa Cruz do Sul                         | UNISC        | Rio Grande do Sul   | Privada  | 3,09   |
| 62      | Universidade Federal de Campina Grande                    | UFCG         | Paraíba             | Federal  | 3,09   |
| 63      | Instituto Federal de Goiás                                | IFGO         | Goiás               | Federal  | 3,07   |
| 64      | Instituto Federal de São Paulo                            | IFSP         | São Paulo           | Federal  | 3,07   |
| 65      | Universidade Federal do Mato Grosso                       | UFMT         | Mato Grosso         | Federal  | 3,03   |
| 66      | Universidade Luterana do Brasil                           | ULBRA        | Rio Grande do Sul   | Privada  | 3,01   |
| 67      | Universidade Presbiteriana Mackenzie                      | Mackenzie    | São Paulo           | Privada  | 2,97   |
| 68      | Instituto Federal Goiano                                  | IFGoiano     | Goiás               | Federal  | 2,96   |
| 69      | Instituto Federal da Paraíba                              | IFPB         | Paraíba             | Federal  | 2,96   |